# 白水镇 (漳州市)
白水镇，是中华人民共和国福建省漳州市龙海区下辖的一个乡镇级行政单位。

## 行政区划
白水镇下辖以下地区：
白水社区、白水村、方田村、崎岎村、西凤村、郊边村、楼埭村、金鳌村、井园村、山美村、庄林村、磁美村、山边村、下辽村、大下村和下田村。

## 特产
- 白水贡糖